# أفرام بابادوبولوس
أفرام بابادوبولوس (باليونانية: Αβραάμ Παπαδόπουλος)‏ (مواليد 3 ديسمبر 1984 في ملبورن) لاعب كرة قدم يوناني يلعب حاليا في نادي أوليمبياكوس اليوناني .

## روابط خارجية
- أفرام بابادوبولوس على موقع الاتحاد الدولي (مؤرشف)  (الإنجليزية)
- أفرام بابادوبولوس على موقع الاتحاد الأوربي (الإنجليزية)
- أفرام بابادوبولوس على موقع اتحاد تركيا (لاعب) (الإنجليزية)
- أفرام بابادوبولوس على موقع رابطة كرة القدم اليابانية للمحترفين (اليابانية)
- أفرام بابادوبولوس على موقع قاعدة بيانات كرة القدم.إي يو (الإنجليزية)
- أفرام بابادوبولوس على موقع ليكيب (الفرنسية)
- أفرام بابادوبولوس على موقع ناشيونال فوتبول تيمز (الإنجليزية)
- أفرام بابادوبولوس على موقع Soccerway.com (الإنجليزية)
- أفرام بابادوبولوس على موقع عالم كرة القدم.نت (الإنجليزية)
- أفرام بابادوبولوس على موقع كووورة